# الأكاديمية الملكية للهندسة في إسبانيا
الأكاديمية الملكية للهندسة في إسبانيا (بالإنجليزية: Royal Academy of Engineering of Spain)‏ هي أكاديمية علوم، تأسست عام 1993 في إسبانيا. تتمثل مهمتها الرئيسية في تعزيز الأعمال والدراسات التي تعكس التقدم العلمي في مجال الهندسة وتطبيقاتها التكنولوجية وتقنياتها التشغيلية. رئيسها الحالي هو: إلياس فيريريس كاستيل.